# زبتشنو
زبتشنو (به چکی: Zbečno) یک منطقهٔ مسکونی در جمهوری چک است که در شهرستان راکوونیک واقع شده‌است.